# Stupnice (hudba)
Hudební stupnice je řada tónů (zpravidla v rozmezí jedné oktávy) uspořádaná podle určitých pravidel. Pravidla určují vzdálenosti mezi jednotlivými stupni (intervaly). Různé stupnice se liší zejména počtem tónů a vzdálenostmi (intervaly) mezi nimi, např. umístěním půltónů a celých tónů. Přesné tónové vzdálenosti ve stupnicích závisejí také na použitém ladění.
Základní tón stupnice se nazývá tónika. Od ní se pak odvozuje název stupnice, buď s označením pomocí písmen nebo pomocí solmizačních slabik.
Podle počtu tónů ve stupnici lze nejznámější stupnice rozdělit na
- pětitónové, tedy pentatonické (typické pro hudbu z oblasti Číny a Japonska),
- šestitónové (celotónové),
- sedmitónové (diatonické, církevní, cikánské)
- dvanáctitónové (chromatická, alterovaná)

Tradiční evropská hudba vychází z řeckých antických stupnic, pracuje tedy hlavně se stupnicemi diatonickými, u kterých se rozlišuje durová (tvrdá) a tři varianty mollové (měkké) – aiolská, harmonická, melodická.
V moderní evropské hudbě se objevují stupnice umělé, např. módy s omezenou transponovatelností Oliviera Messiaena nebo jazzové stupnice. Používají se i mnohé stupnice odvozené ze stupnic mimoevropského původu.
Stupnice používané v mimoevropské hudbě se někdy označují jako exotické. K nim jsou tradičně řazeny stupnice pentatonické, cikánské, někdy také stupnice celotónová. Patří k nim i stupnice, vytvořené podle zcela odlišných pravidel, např. indonéské stupnice sléndro a pélog nebo stupnice indické, pracující s oktávou dělenou na 22 nestejných dílů.

## Diatonické stupnice
Stupně jsou od sebe vzdáleny o celé tóny i půltóny.

### Staré (církevní)
Staré stupnice – mody, používané v evropské středověké hudbě, např. v gregoriánském chorálu se nazývají církevní, neboť v té době sloužila středověká hudba převážně církevním účelům.
Názvy jsou řeckého původu, podle řeckých kmenů (např. Dórů). Oproti původnímu antickému pojmenování se jednotlivé mody často liší – aby to nebylo zbytečně jednoduché, je například původní antický dórský modus dnes označován jako církevní frygický – podrobnosti jsou v článcích o jednotlivých modech.
- dórský modus – d e f g a h c d
- frygický modus – e f g a h c d e
- lydický modus – f g a h c d e f
- mixolydický modus – g a h c d e f g

Později přibyly dnes nejrozšířenější:
- aiolský modus – a h c d e f g a (shodný s diatonickou mollovou stupnicí)
- jónský modus – c d e f g a h c (shodný s diatonickou durovou stupnicí)

Především z formálních důvodů byl mezi mody včleněn také modus na sedmém stupni durové stupnice:
- lokrický modus – h c d e f g a h, charakteristický především alterovanou (zmenšenou) kvintou.

### Moderní (durové a mollové)
S rozvojem harmonie se od používání většiny církevních modů upustilo a zůstala pouze jónská stupnice, které se začalo říkat durová – tvrdá a aiolská, nazývaná měkká. Tyto stupnice je možné vytvořit od libovolného tónu. Konkrétní stupnice je určena předznamenáním (křížky, béčka). Durové a mollové stupnice lze podle předznamenání uspořádat do kvintového a kvartového kruhu. Stejně znějící stupnice mohou mít různá předznamenání – např. Cis dur (7♯) a Des dur (5♭).
Dvojici durové a mollové stupnice se stejným předznamenáním říkáme souběžné (paralelní). Ke každé stupnici durové náleží jedna příbuzná stupnice aiolská (přirozená) mollová (obě stupnice mají stejný tónový materiál). Mollová začíná na 6. stupni durové stupnice, durová se tvoří na 3. stupni mollové stupnice.

#### Durové
Intervaly mezi sousedními tóny durové stupnice jsou od základního tónu po řadě 2, 2, 1, 2, 2, 2, 1 půltónů. Půltóny jsou mezi 3. a 4. a mezi 7. a 8. stupněm, jinak stupnice postupuje po celých tónech. Názvy durových stupnic označujeme velkými písmeny. Základní durová stupnice je c, d, e, f, g, a, h neboli C dur (je shodná se stupnicí jónskou). Tuto stupnici lze zahrát na bílých klávesách na klavíru, tzn. notový zápis neobsahuje žádné předznamenání.

#### Mollové
Základní mollová (měkká) stupnice a moll a, h, c, d, e, f, g, a je shodná s aiolskou stupnicí. Obsahuje stejné tóny jako základní durová stupnice C dur, ale její uspořádání je jiné. Intervaly mezi sousedními tóny jsou 2, 1, 2, 2, 1, 2, 2 půltónů. Aiolská mollová stupnice má tedy půltóny mezi 2. a 3., mezi 5. a 6. stupněm. Názvy mollových stupnic označujeme obvykle malými písmeny.

##### Harmonická mollová
Je odvozena od základní (aiolské) mollové stupnice zvýšením 7. (předposledního) tónu. Intervaly mezi sousedními tóny jsou 2, 1, 2, 2, 1, 3, 1 půltónů. Zůstávají půltóny mezi 2. a 3., mezi 5. a 6. stupněm, mezi 6. a 7. stupněm je interval zvětšená sekunda (tři půltóny), a mezi 7. a 8. stupněm je proto jen půltón.
Příklad pro a moll:
- aiolská – a h c d e f g a
- harmonická – a h c d e f gis a

##### Melodická mollová
Je odvozena od základní (aiolské) mollové stupnice zvýšením 6. a 7. tónu. Intervaly mezi sousedními tóny jsou 2, 1, 2, 2, 2, 2, 1 půltónů. Půltóny jsou mezi 2. a 3. a mezi 7. a 8. stupněm. Zvýšení 6. a 7. tónu je prováděno jen ve směru vzestupném, ve směru sestupném je melodická stupnice shodná se základní aiolskou.
Příklad pro a moll:
- aiolská – a h c d e f g a — a g f e d c h a
- melodická – a h c d e fis gis a — a g f e d c h a

## Chromatické stupnice
Na chromatické stupnici jsou jednotlivé stupně od sebe vzdáleny o půltóny – tato stupnice tedy má dvanáct stupňů (viz notový zápis výše).

## Exotické stupnice
Mají stupňové uspořádání, které se liší od stupnic předešlých:

### Cikánská
Sestává ze sedmi tónů, přičemž intervaly mezi sousedními tóny jsou 1, 3, 1, 2, 1, 3 půltónů.

### Pentatonická
Stupnice má pět stupňů a nemá půltónové vzdálenosti mezi stupni. Někdy se proto nazývá anhemitonická (bezpůltónová) pentatonika. Intervaly mezi sousedními tóny jsou 2, 2, 3, 2, 3. Na klavíru ji dávají např. černé klávesy (f♯, g♯, a♯, c♯, d♯). Pentatonická stupnice bývá považována za nejstarší stupnici vůbec. Objevuje se v lidové hudbě mnoha národů na mnoha místech světa. Z této stupnice vychází dosud mnohá čínská nebo japonská hudba. Lze ji najít i v evropských lidových písních.

### Celotónová
Celotónová stupnice má šest stupňů, mezi nimiž je vždy vzdálenost celého tónu (dvou půltónů). Intervaly mezi sousedními tóny od základního tónu jsou po řadě 2, 2, 2, 2, 2, 2.